# Pluty (Basses-Carpates)
Pour les articles homonymes, voir Pluty.
Pluty est une localité polonaise de la gmina de Tuszów Narodowy, située dans le powiat de Mielec en voïvodie des Basses-Carpates.